# Notes on Novelists
Notes on Novelists (em português, Notas sobre romancistas) é um livro de crítica literária publicado por Henry James em 1914. O livro reune ensaios que James escreveu pelas duas décadas anteriores sobre escritores italianos, franceses, ingleses e americanos. O livro também contém um ensaio controverso, The New Novel (O novo romance), que analisava vários escritores contemporâneos e ocasionou muito desacordo.

## Sumário
| - Robert Louis Stevenson, 1894 - Emile Zola, 1902 - Gustave Flaubert, 1902 - Honoré de Balzac, 1902 - Honoré de Balzac, 1913 - George Sand, 1897 | - George Sand, 1899 - George Sand, 1914 - Gabriele D'Annunzio, 1902 - Matilde Serao, 1902 - The New Novel, 1914 - Dumas the Younger, 1895 | - The Novel in "The Ring and the Book," 1912 - An American Art-Scholar: Charles Eliot Norton, 1908 - London Notes, January, 1897 - London Notes, June, 1897 - London Notes, July, 1897 - London Notes, August, 1897 |